# Mas'ud ibn Muhammad
Ghiyath ad-Dunya wa-d-Din Abu l-Fath Masud (DMG Ġiyāṯ ad-Dunyā wa-’d-Dīn Abū ’l-Fatḥ Masʿūd; geb. 1108/1109; gest. 1152 in Hamadan) war von 1134 bis zu seinem Tod Sultan der Seldschuken in Westpersien und dem Irak.

## Leben
Masud war einer von fünf Söhnen Sultan Muhammads I. (reg. 1105–1118). Wie seine Brüder bekam er Tutoren (Atabegs) an die Seite gestellt, die sich im Namen ihrer Schützlinge einen Anteil an der Macht zu erkämpfen versuchten. Der Thronfolger, Mahmud (reg. 1118–1131 in Westpersien, Irak) musste bereits 1120 einen Aufstand in Masuds Namen niederschlagen, verzieh seinem Bruder aber.
Nach Mahmuds frühem Tod 1131 kämpften dessen Sohn Dawud und Masuds Brüder Toghril und Seldschuk um den Thron; ein Machtkampf, aus dem (unter anderem) auch der Kalif al-Mustarschid Gewinn zu ziehen hoffte. Sultan Sandschar (reg. 1118–1153/7), das Oberhaupt der Familie, intervenierte zugunsten Toghrils (reg. 1132–1135) und besiegte Masud und Seldschuk 1132 bei Dinawar. Masud und Dawud gingen nach Bagdad, bekamen vom Kalifen politische Anerkennung und nahmen den Machtkampf wieder auf. Als sich das Blatt nach zwei Anfangserfolgen Masuds erneut wendete und sich Toghril den Thron zu sichern schien, wurde er krank und starb Anfang 1134, so dass Masud allgemein als Sultan anerkannt wurde.
Schon bald gab es aber Eifersucht unter den Emiren wegen der Bevorzugung Qara-Sonqors (in Aserbaidschan; gest. 1140), so dass sich eine Verschwörergruppe unter maßgeblicher Beteiligung des Kalifen al-Mustarschid formierte, die auch auf die Beteiligung des Prinzen Dawud (erm. 1143/4) zählte. Al-Mustarschid wurde jedoch beim Vormarsch auf Hamadan bei Daimargh geschlagen, gefangen und (angeblich auf Ratschlag Sandschars) ermordet (1135). Die Tat sorgte für Angst und neuen Unfrieden, so dass Masud 1136 auf Bagdad vorrücken und den neuen Kalifen ar-Raschid (al-Mustarschids Sohn, ermordet 1138) absetzen musste.
Masuds Position war ständig von seinen eigenen mächtigen Emiren (u. a. Mingubars, gest. 1138 und Buzaba; gest. 1147/8 in Fars) bedroht, die ihm kaum Abgaben leisteten, untereinander rivalisierten und schnell irgendwelche Prinzen gegen ihn aufstellen konnten. So hatte Zengi (gest. 1146), der Statthalter von Mossul und Aleppo einen Sohn Mahmuds II. namens Alp-Arslan zu seiner Verfügung. Diese Emire konnten nur mühsam und nacheinander niedergekämpft werden. Erst 1147/8 konnte Masud ihren eisernen Griff mit zwei Morden brechen und neue Emire ernennen, den Rest (speziell Buzaba in Fars) besiegen. Sein Neffe und proklamierter Erbe Muhammad II. (reg. 1153–1160) blieb zwar ein Anziehungspunkt für eine weitere Revolte sämtlicher Emire, deren Truppen aber vor Bagdad zerstreut wurden (1148/9).
Das Oberhaupt der Dynastie, Sultan Sandschar, kam im Winter 1149/50 nach Rey, um den Streit Masuds mit seinen Emiren zu schlichten. Angesichts eigener politischer Probleme war Sandschars Oberherrschaft aber nicht mehr bestimmend.
Masud starb 1152 in Hamadan parallel zu einer Revolte seines Neffen Malik-Schah (reg. 1152/3).